# Al Held

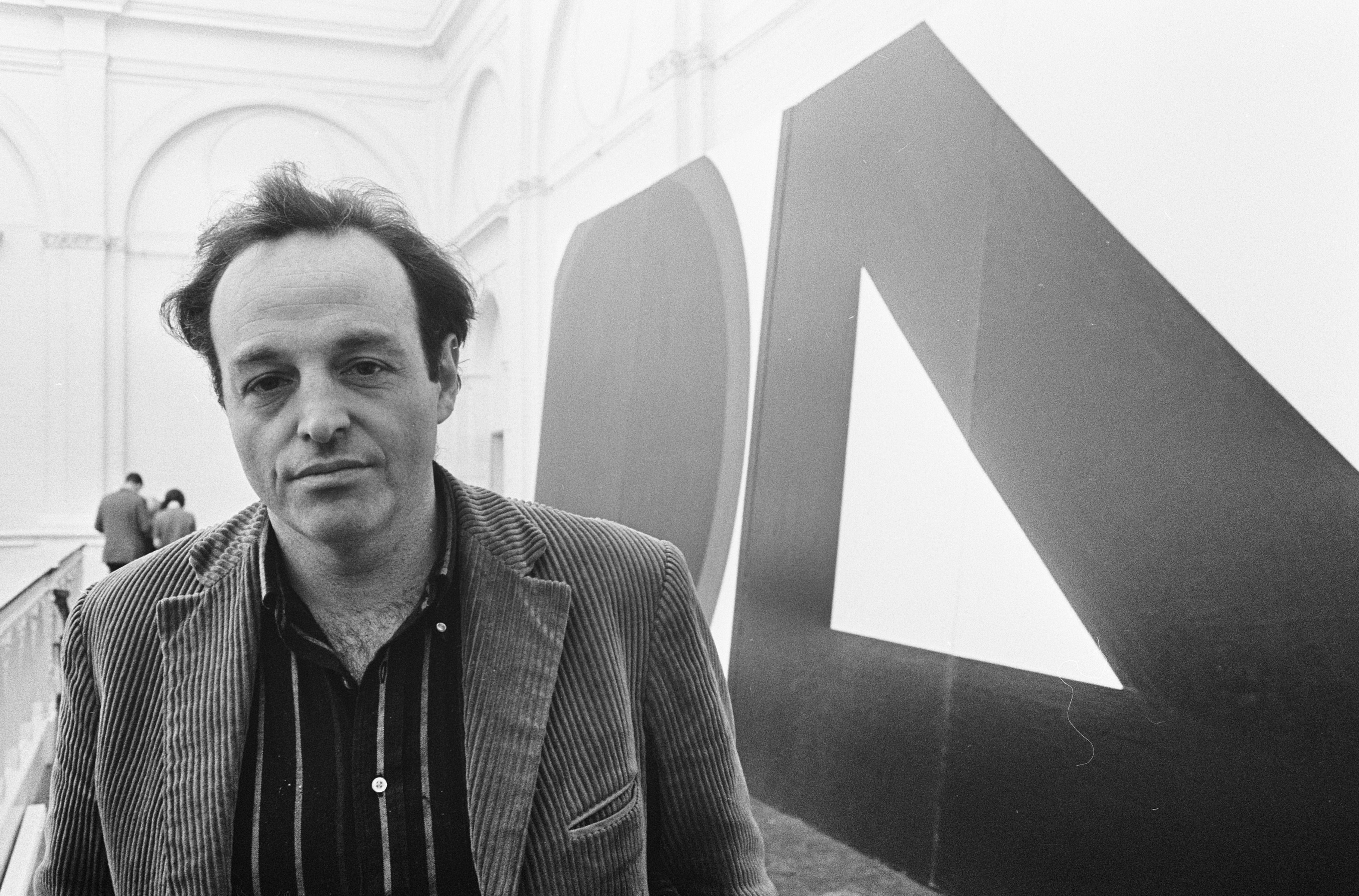
Al Held (1986)

Al Held (* 12. Oktober 1928 in Brooklyn, New York City, USA; † 27. Juli 2005 in Camerata bei Todi, Italien) war ein US-amerikanischer Maler des Abstrakten Expressionismus und einer der wichtigsten Vertreter der Hard-Edge-Malerei, der vor allem für seine großformatigen geometrisch abstrakten Bilder bekannt war.

## Leben und Werk
Al Held zeigte in seiner Jugend kein Interesse an der Kunst. Erst im Jahre 1947, inspiriert von seinem Freund Nicholas Krushenick, begann er an der Art Students League of New York zu studieren. Im Jahr 1949 ging er für drei Jahre nach Paris zum Studium an der Académie de la Grande Chaumière. Im Jahr 1953 kehrte er nach New York zurück.
Nach seiner ersten Einzelausstellung von abstrakt-expressionistischen Bildern im Jahr 1959, begann er Bilder mit bunten, einfachen abstrakt-geometrischen Formen zu schaffen. Mit diesen Arbeiten gewann er zunehmend Anerkennung in Amerika und Europa.
Im Jahre 1962 wurde er Lehrer an der Yale University, Fakultät für Kunst bis 1980.
Im Jahre 1965 organisierte der Kritiker Irving Sandler eine wichtige Ausstellung an der New York University mit Arbeiten von Al Held, Knox Martin, Ronald Bladen, George Sugarman und David Weinrib. Im Jahr 1966 bekam Held ein Guggenheim-Stipendium und erhielt die Logan Medal of the arts. Im Jahr 1968 war Al Held mit 5 seiner großformatigen Hard Edge-Bildern auf der 4. documenta in Kassel vertreten. Er war auch Teilnehmer der documenta 6 im Jahr 1977.
Von 1967 bis in die 1970er-Jahre schuf er ausschließlich Schwarz-Weiß-Bilder. Erst in den späten 1970er-Jahren fand er wieder zurück zur Farbe in seinen Arbeiten.
In seinen späteren Jahren wurden seine Bilder zu Summen von bis zu einer Million US-Dollar verkauft. Seit 1984 war er Mitglied der American Academy of Arts and Letters. 1994 wurde Held zum Mitglied (NA) der National Academy of Design gewählt. Im Jahr 2005 schuf er große, bunte Wandmalereien im New York City U-Bahn-System, zwischen der East 53rd Street und Lexington Avenue. Im Alter von 76, am 27. Juli 2005 fand man Al Held tot im Swimming Pool seiner Villa in der Nähe von Camerata bei Todi, Italien. Man geht von einem natürlichen Tod aus.